# Belondira ortho
Belondira ortho är en rundmaskart. Belondira ortho ingår i släktet Belondira och familjen Belondiridae. Inga underarter finns listade i Catalogue of Life.